# Microsoft 365
Microsoft 365（マイクロソフト365）とOffice 365（オフィス365）は、マイクロソフトが提供する複数の自社製品をまとめたサブスクリプションサービスである。Microsoft 365 Basicなどの一部のプランを除いて、大半のプランにはデスクトップ版Microsoft Officeが含まれている。2011年よりOffice 365というプラン名だったが、2020年に多くのプランはOffice 365からMicrosoft 365に改名されたものの、現在でもOffice 365 E1プランなどOffice 365がプラン名に含まれる物が残っている。
従来のMicrosoft Officeのライセンス（新しいバージョンでは新しいライセンスを購入する必要がある）とは対照的に、すべてのMicrosoft 365プランとOffice 365プランにはそれぞれのソフトウェアの自動更新が追加料金なしで含まれている。

## プラン
このブランドは法人向けと一般家庭向けの2種類に大別される。 
法人向けプランはMicrosoft Officeソフトウェアスイートをサブスクリプション期間中に利用できるプランのほか、Exchange Server、Skype for Business Server、SharePointなどのビジネス環境向け製品をマイクロソフトがホスティングするクラウドベースのSaaSとして利用できるプランが含まれている。 
一般家庭向けプランのPersonalプランやFamilyプランは、買い切り版Microsoft Office Professional相当の機能を1か月単位で契約して利用することが出来るほか、OneDriveを1人当たり1TB利用できたり、Skypeの電話通話が月60分無料になる。（Skypeサービス自体は2025年5月5日にMicrosoft Teamsに吸収する形でサービス終了）

### 一般家庭向けプラン
一般家庭向けMicrosoft 365は以下のプランがある。以前は日本以外の国では商用利用ができなかったが、ライセンスが共通化され、全世界で商用利用が可能となった。
Microsoft 365
デスクトップ版Microsoft Officeを含まない。5GBのクラウドストレージを利用可能。無償プラン。
Microsoft 365 Basic
デスクトップ版Microsoft Officeを含まない。100GBのクラウドストレージを利用可能。
Microsoft 365 Personal（旧称 Solo）
デスクトップ版Microsoft Officeを含む。1ユーザーのためのプラン。1TBのクラウドストレージを利用可能。2014年10月17日サービス開始。
Microsoft 365 Personal Classic
Microsoft 365 PersonalからMicrosoft Copilotを除去し安価にした物。
Microsoft 365 Family
デスクトップ版Microsoft Officeを含む。2–6ユーザーのためのプラン。1ユーザー当たり1TBのクラウドストレージを利用可能。他の国では2013年から利用できたが、日本では2022年7月19日より利用可能になった。
Microsoft 365 Family Classic
Microsoft 365 FamilyからMicrosoft Copilotを除去し安価にした物。

### 法人向けプラン
法人向けMicrosoft 365は以下の3つのファミリーに分かれている。
Microsoft 365 Business
中規模組織向けのプラン。最大ユーザー数は300。
Microsoft 365 Businessは以下に分かれている
- Microsoft 365 Business Basic - デスクトップ版Microsoft Officeを含まない。
- Microsoft 365 Business Standard
- Microsoft 365 Business Premium
- Microsoft 365 Apps for business - デスクトップ版アプリのみが含まれる。

Microsoft 365 Enterprise
IT管理者が内部にいる、もしくはパートナー企業の人員による管理者がいる企業向けのプラン。ユーザーの最大数は無制限。インフォメーション ワーカー向けのプランEと店頭販売員や工場勤務者など自分のPCを持たずWebブラウザなどから簡易的にアクセスを行うキオスクワーカー向けのプランFが存在する。政府機関や非営利団体向けの特別価格も存在。
プランEは以下に分かれている。
- Microsoft 365 E3 (Teams なし)
- Microsoft 365 E5 (Teams なし)

更に Microsoft 365 プランEから一部の機能を除去し、より安価な Office 365 プランEが存在する。
- Office 365 E1 (Teams なし) - デスクトップ版Microsoft Officeを含まない。
- Office 365 E3 (Teams なし)
- Office 365 E5 (Teams なし)
- Microsoft 365 Apps for enterprise - デスクトップ版アプリのみが含まれる。

プランFは以下に分かれている。
- Microsoft 365 F1
- Microsoft 365 F3

Microsoft 365 Education
プランEに相当するサービスの教育機関や学校向けのプラン。下位プランは無料で提供される。Live@eduサービスの後継にあたる。
マイクロソフトは、Office 365は90日サイクルで更新されることを示唆している。

## 沿革
マイクロソフトは、2010年10月に開始したベータテストを経て、2011年6月28日に「Microsoft Business Productivity Online Suite（BPOS）」の後継として、法人向けに「Office 365 for Business」を発売した。米国ではMicrosoft Office 2013のリリースに伴い、マイクロソフトはOffice 365を拡張し、さまざまな法人向けの新プランに加え、OneDrive（Officeとの統合が2013年スイートの目玉となった）などMicrosoftのコンシューマーサービスに合わせた特典などを含んだ一般家庭向けの新プランを追加したが、日本国内においては市場需要の独自性から一般家庭向けは2014年10月17日までずれ込んだ。 
2017年度第4四半期には、Office 365の売上高が従来のMicrosoft Officeソフトウェアのライセンス販売を初めて上回った。
2020年3月、マイクロソフトはこれらのコンシューマー向けプランを「Microsoft 365」に名称変更し、生活や家族経営に向けて位置づけられたコアとなるOfficeアプリケーション以外のサービス（Microsoft Family Safety、一般向けのMicrosoft Teams）を追加することを発表した。 
2022年10月12日、Office.com、Windows版Officeアプリ、Officeモバイルアプリ（Android, iOS）の後継となるMicrosoft 365アプリを発表。
2025年1月15日、Web版Microsoft 365、Microsoft Store版Microsoft 365、モバイル版Microsoft 365 (Office)のアプリ名が全てMicrosoft 365 Copilotに改名した。ややこしいが、Microsoft 365 CopilotとMicrosoft Copilotは別物である。また、一般家庭向けプランのMicrosoft 365 PersonalプランとMicrosoft 365 FamilyプランにMicrosoft CopilotアプリとMicrosoft Designerアプリを追加した。

## 法人向け製品

### Exchange Online
最新版のExchange Serverをマイクロソフトがホスティングして提供するクラウドサービス。Microsoft Exchange Onlineは50GBの電子メールボックス、および予定表共有・連絡先・仕事リストを管理するPIM機能を提供する。また、メールボックスに配信されるボイスメール、標準搭載されたスパム対策・ウイルス対策機能、アーカイブ機能、スレッドビュー、メールヒントなどの機能を提供する。デスクトップからはMicrosoft Outlookを通じてアクセスが可能であり（一部廉価プランを除く）、WebブラウザならOutlook Web Appを通じて、また、Windows PhoneからはスマートフォンからはOutlook Mobileを通じてアクセスすることができる。Exchange ActiveSyncにより、様々なモバイルデバイスからExchangeサービスへのアクセスが可能。iPhone/iPad では、OWA for iPhone/iPad というアプリを利用して、Exchange ActiveSyncだけでは利用できない機能も利用可能。

### SharePoint Online
マイクロソフトがホスティングして提供するクラウドサービスの一つであり、ビジネスコラボレーション プラットフォームである。つまり業務で使用する共同作業の場を提供し、生産性を向上させるために支援していく。Microsoft SharePoint Onlineによって、組織内外に様々なポータルサイト（個人用サイト、チームサイト、イントラネットサイト、エクストラネットサイトなど）を作成できるようになっており、ドキュメントの公開や同時編集なども可能になっている。また、リストと呼ばれる簡易データベース的に利用できる機能などを持っていたり、ニュースフィードと呼ばれるマイクロブログ機能を備えているなど、業務チームメンバー間での情報共有とコミュニケーションを包括的に支援できるようになっている（ただしMicrosoft 365ではコミュニケーションツールとしてYammerに置き換えることが可能になってるほか、Microsoft Teamsといった新しいコミュニケーションツールが登場しており、コミュニケーションをすべてSharePointで賄うというながれではなくなってきている）。ちなみに、以前は、インターネット公開用のウェブサイトを作成することも可能であったが現在は廃止されており、クローズドな企業内または企業間での情報共有に利用されている。特に SharePoint Onlineでは設定によっては社外の利用者とのファイル共有などもできるようになっており（もちろん、組織内の管理者による許可が必要）、社外のパートナー企業間での情報のやり取りをセキュアに行えるようになっている。個人向けのファイルストレージとしてMicrosoft 365 にはOneDrive for Business（旧SkyDrive Pro）と呼ばれるサービスが提供されているが、これの基盤は SharePoint となっている。既定では1TBまで利用できるようになっており、Microsoft 365 のサブスクリプションによっては無制限に利用できるようになっている。SharePoint や OneDrive for Business はPCとの同期ツールが提供されており、オンラインやオフライン問わずファイルを閲覧したり編集したりすることも可能になっている。また SharePoint および OneDrive for Business はMicrosoft StoreアプリやiPhone/iPadからアクセスできるアプリも提供されている。なお、オンプレミス（社内設置型）では最新版はSharePoint Server 2016が提供されており、SharePoint Onlineで提供されている機能を一定の時点で切り出して社内設置型用に提供するといった形態となっており、最新機能はSharePoint Onlineに先に投入される形になっている（クラウド ファースト）。場合によってはSharePoint Onlineでしか利用できない機能もあり、オンプレミス版のSharePointとSharePoint Onlineでは利用できる機能差が年々大きくなっている。

### Skype for Business Online
Skype for Business Server 2015 をマイクロソフトがホスティングして提供するクラウドサービス。Skype for Business Onlineはプレゼンス情報、インスタントメッセージ、PC同士の音声・ビデオ通話と、アプリケーション共有・デスクトップ共有・ホワイトボードなどを駆使したオンライン会議の機能を提供する。Skype for Business Onlineの機能には、Skype for Businessクライアントからアクセスする。Skype for Business Onlineを使うと、Officeアプリケーション内にプレゼンス情報を表示したり、プレゼンスアイコンからワンクリックでコミュニケーションを開始したりすることができる。Microsoft StoreアプリやiPhone/iPad、Androidからアクセスできるアプリも提供されている。2015年4月にLync Onlineから名称変更。

### Office 365 ProPlus
Office 365のOfficeスィートであるMicrosoft 365 ProPlusは、Business Contact Managerが含まれないこと、MSI形式インストーラーではなくクイック実行またはオンデマンドであることを除いてマイクロソフトのボリュームライセンスを通じて提供されるOffice 2016と基本的には同じクライアント ソフトウェアであるが、Office 365版は日々機能が追加されており、例えばリアルタイムでの共同編集のように、パッケージ版にはない機能も存在する。Office 365のOffice 365 ProPlusは、月額課金のユーザー毎のライセンスを提供する。Microsoft Office 365のウェブサイト、またはサービスを利用する組織のサーバから、ユーザーがダウンロードしてインストールすることで利用可能になる。Office 365にサインインを行う時に使うMicrosoft Online Services IDを使ってライセンス認証され、ライセンスは30日ごとに更新される。Macintoshでも、最新版のOffice for Macをウェブサイトからダウンロードしてインストールすることが可能。この形式のライセンスのメリットは、組織内で必要なライセンスと同数だけ購入をして支払いをすることが可能であること、1ユーザーで5台のPCやMacintoshまでインストールして利用することができること、およびサービスの管理サイトでライセンス管理ができる点。
外出先などOffice 365 ProPlusをインストールできない環境でフルバージョンのOfficeが必要な時に利用するためのOfficeオンデマンドが提供されていたが、2014年11月より廃止となった。

### Visio Pro for Office 365
Visio Pro for Office 365は、Visioの最新版である、Visio Professional 2016 と同じ機能、ステンシル、シェイプを含み、月額料金制で利用できるクライアントソフトウェアである。Windows 10、Windows 8、Windows 7を実行するPC最大5台 に インストール可能で、契約期間中は最新の更新プログラム（機能とセキュリティの両方）が自動的にインストールされる。

### Office Online
Office Onlineは2010年6月から提供開始された、Word、Excel、PowerPoint、OneNoteのブラウザベースのバージョンであり、Webブラウザの中でMicrosoft 365契約者でなくても無料でOfficeドキュメントの閲覧と簡単な編集が利用できる。編集後、元のドキュメントのレイアウトや書式は保たれる。2014年2月にOffice Web Appsから名称変更。

### タブレット/スマホ向けアプリ
Skype for Business、SharePoint Newsfeed、Yammer、OneNote、OneDrive for Business（旧SkyDrive Pro）といったアプリが無料でMicrosoft Store、iTunes Store、Google Playなどのアプリストアで配布されている。
また、Windows以外でも、iPad、iPhoneやAndroidで10.1インチ以下であればOfficeファイルのレイアウトや書式を壊すことなく閲覧や簡単な編集が可能な（現在はいずれも商用利用は不可で適切なMicrosoft 365 ライセンスで利用可能）、Word・Excel・PowerPointなどのMicrosoft Officeアプリ（モバイル版Officeのフル機能に近いタブレット版のOfficeで現・Office Mobile）がMicrosoft 365契約者でなくてもMicrosoft StoreやApp Store（iTunes Store）やGoogle Playのアプリストアで無料で配布されており利用できる。10.1インチ以上であれば無料で閲覧のみでき（現在商用利用は不可）、作成・編集や商用利用については適切なMicrosoft 365 ライセンスが必要となる。プリインストールされているタブレットやスマートフォンもある（特例として日本では機種によりMicrosoft 365サービスが1年間利用できる権利も無料で付属（Office Mobile プラス Microsoft 365 サービス）している場合商用利用が可能）。スマートフォン版であるWindows 10 Mobile向けはOffice Mobile for Phones。

## Microsoft Business Productivity Online Suiteとの違い
2011年6月28日に開始した法人向けOffice 365は、Microsoft Business Productivity Online Suite（BPOS）の後継サービスである。BPOSの機能に加えて新しい機能が利用可能。

### Exchange Online
BPOSで利用できる機能
- 標準で25GBのメールボックス、電子メール、予定表共有、仕事の共有、連絡先、会議室予約、配布リスト
- Outlook、Outlook Web Accessからのアクセス、Windows MobileなどActiveSyncデバイスのサポート
- BlackBerry Enterprise Server機能のホスティングによるBlackBerryデバイスのサポート
- Forefront Online Protection for Exchangeによるスパム・ウイルス対策
- Exchange Hosted Archiveによるアーカイブ機能（オプション）
- 安価なDeskless Workerライセンスの提供

Office 365（2011年）の新しい機能
- ボイスメッセージとユニファイド メッセージング
- 個人用アーカイブ、保持ポリシー、リーガルホールド
- 共存環境での空き時間情報共有と統合管理
- Exchange コントロールパネル

### SharePoint Online
BPOSで利用できる機能
- ポータル、コンテンツ管理、サイト検索、ブログサイト、およびフォーム機能
- ドキュメント、連絡先、予定表、仕事を共有するためのチームサイト
- Outlookからサービス上のドキュメントへのオフライン アクセス
- 3段階の状態管理ワークフロー
- Silverlight、データビューWebパーツ、JavaScript、SharePoint Designerによるカスタマイズ、
- 安価なDeskless Workerライセンスの提供

Office 365（2011年）の新しい機能
- 個人用サイトなどオンラインに対応したSharePoint 2007機能
- Excel/Access/Visio/Forms Services等の高度なSharePoint 2010機能
- エクストラネットを使った文書の安全な共有
- サンドボックス モードによるカスタマイズ

### Skype for Business Online
BPOS で利用できる機能（Live MeetingおよびOffice Communications Online）
- 1:1または1:多のインスタント メッセージング
- プレゼンス情報
- ファイヤーウォール内の1:1ビデオチャット
- 最大250名で音声、映像、および会議資料を共有する仮想会議
- デスクトップ・アプリケーションの共有およびホワイトボード機能

Office 365（2011年）の新しい機能
- ファイアウォールを超えた 1:1ビデオチャット
- SharePointにおけるグローバルアドレス帳とスキル検索
- 連絡先の写真、連絡先からワンクリックで会議開始
- Windows Liveフェデレーション

### Office 365 ProPlus
BPOSで利用できる機能
- （Office 365 ProPlusはOffice 365からの新しい機能。BPOSには含まれていない）

Office 365（2011年）の新しい機能
- オンライン購入ですぐ使えるユーザー毎のサブスクリプション
- OfficeアプリケーションやOffice Web Appsの最新バージョンが常に利用可能

### 共通機能
BPOSで利用できる機能
- すべてのサービスを1か所で管理できる管理ポータル
- ローカルのActive Directoryとの連携を可能にする同を実現する移行ツール
- シングルサインイン ツール

Office 365（2011年）の新しい機能
- 役割に基づくアクセス権限
- ID フェデレーション、多要素認証のサポート
- ユーザー数の制限なし

## 批判
Microsoft 365の詳細記述があったり、様々な面で多少または多く便利になるらしいという記述がある一方、支払い総額が高くなる可能性がある、通信障害やシステム不具合で発生時はOffice製品使用が対応待ちになる、仕様変更時に都度対応が必要、ネットワークに負担を過度にかける可能性があるなどのデメリットを挙げる意見もある。